# 리두안 이사무딘

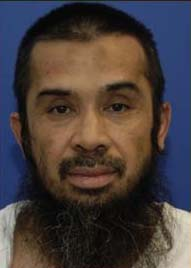
리두안 이사무딘

리두안 이사무딘(인도네시아어: Riduan Isamuddin, 본명: 엔체프 누르자만(Encep Nurjaman), 1964년 4월 4일 ~ )은 인도네시아의 이슬람주의자이다. 자와바랏 주 출신이며 "동남아시아의 오사마 빈 라덴"이라는 별칭을 갖고 있다.
알카에다, 제마 이슬라미야 조직원으로 활동한 경력을 갖고 있으며 함발리(Hambali)라는 가명을 사용했다. 인도네시아, 말레이시아, 싱가포르, 브루나이, 필리핀, 미얀마, 태국의 일부 지역을 통치하는 이슬람 국가 건설을 주장했다.
2002년 발리 폭탄 테러를 계기로 미국 당국의 수배 대상에 올랐다. 2003년 8월 11일 미국 중앙정보국(CIA)와 태국 경찰 간의 합동 작전을 통해 체포되었고 쿠바에 위치한 관타나모 만 수용소에 수감되었다.